# 10,5-cm-Eisenbahnflak L/35 (Hs)
Die 10,5-cm-Eisenbahnflak L/35 (Hs), kurz 10,5-cm-E.-Flak L/35 (Hs), war eine Flugabwehrkanone des Deutschen Kaiserreiches und wurde in den letzten Tagen des Ersten Weltkrieges eingesetzt.

## Entwicklung
Anfang 1917 erhielt die Firma Henschel & Sohn in Kassel den Auftrag, 30 Flugabwehrgeschütze mit dem Kaliber 10,5 cm und der Verwendung von Rohren der 10-cm-Kanone 14, herzustellen.

## Technische Beschreibung
Das Geschützrohr verfügte über einen halbselbsttätigen Schubkurbelverschluss. Das Geschütz stand auf einem speziellen Sockel, welcher mittig auf einem Eisenbahnwagen montiert war. Auf diesem Sockel konnte das Geschütz um 360 Winkelgrad gedreht werden. In der Höhe war ein Richten zwischen 0 und +70 Winkelgrad möglich.
Die verwendete Munition bestand aus der 10-cm-Granate 15 Flak und hatte ein Gewicht von 18,3 kg. Der verbaute Zünder in dieser Granate war der Doppelzünder 15 ohne Aufschlagzünder. Bei einer Mündungsgeschwindigkeit von 580 m/s waren die ballistischen Eigenschaften fast identisch zur 10,5-cm-Flak L/35 von Rheinmetall. Die größte Schussweite betrug auch hier 11 km, die höchste Steighöhe lag bei 5,8 km. Das Geschütz mit dem Eisenbahnwagen hatte ein Gesamtgewicht von 32 t.

## Einsatz
1918 wurden die Geschütze ausgeliefert und kamen beim Heimatluftschutz in deutschen Gebiet zum Einsatz.
Die ballistischen Leistungen der Eisenbahnflak von Henschel & Sohn blieben deutlich hinter denen der 10,5-cm-Flak L/45 von der Friedrich Krupp AG. Dadurch litt auch die Reichweite, welche bei Krupp um bis zu 2,8 km weiter reichte. Die Eisenbahnflak war eine Behelfskonstruktion und war auch das erste Versuchsgeschütz mit dem Kaliber von 10,5 cm. Hierbei stellte sich heraus, dass das Höhenrichtfeld zu gering war. Dennoch war die Flak auf einem Eisenbahnwagen für den Einsatz im hinteren Frontgebiet und beim Heimatluftschutz sehr Vorteilhaft. Der größte Vorteil lag bei der Beweglichkeit und der Möglichkeit, einem Angriff durch Verlegen des Zuges schnell ausweichen zu können.